# Župa sv. Barbare (Zagreb-KBC Rebro)
Župa sv. Barbare djevice i mučenice bolnička je župa u sastavu KBC Zagreb na zagrebačkom Rebru.
Osnovana je 1942. godine, istovremeno s početkom djelovanja bolnice. Izgradnju bolnice potakla je i u pedesetpostotnom iznosu putem zaklade financirala Zagrebačka nadbiskupija. Zagrebački nadbiskup Alojzije Stepinac za zaštitnicu župe odredio je sv. Barbaru, zagovornicu dobre smrti. Kapela sv. Barbare obnavljana je 2014. i 2020. godine.

## Povezano
- Bolnička kapela sv. Elizabete Ugarske u Subotici

## Vanjske poveznice
Mrežna mjesta
- Besplatan smještaj za bolesne i rodbinu koja im pomaže, www.jutarnji.hr
- Vlč. Zdenko Perija: "Bolest je najbolja Božja pedagogija", laudato.hr
- Crkva sv Barbare, KBC Rebro – Zagreb  Arhivirana inačica izvorne stranice od 3. prosinca 2021. (Wayback Machine), fotografije kapele